# Coprinellus domesticus
Coprinellus domesticus là một loài nấm trong họ Psathyrellaceae. Nó được miêu tả đầu tiên là Agaricus domesticus by James Bolton năm 1788, sau đó được xếp vào chi Coprinellus năm 2001.

## Hình ảnh

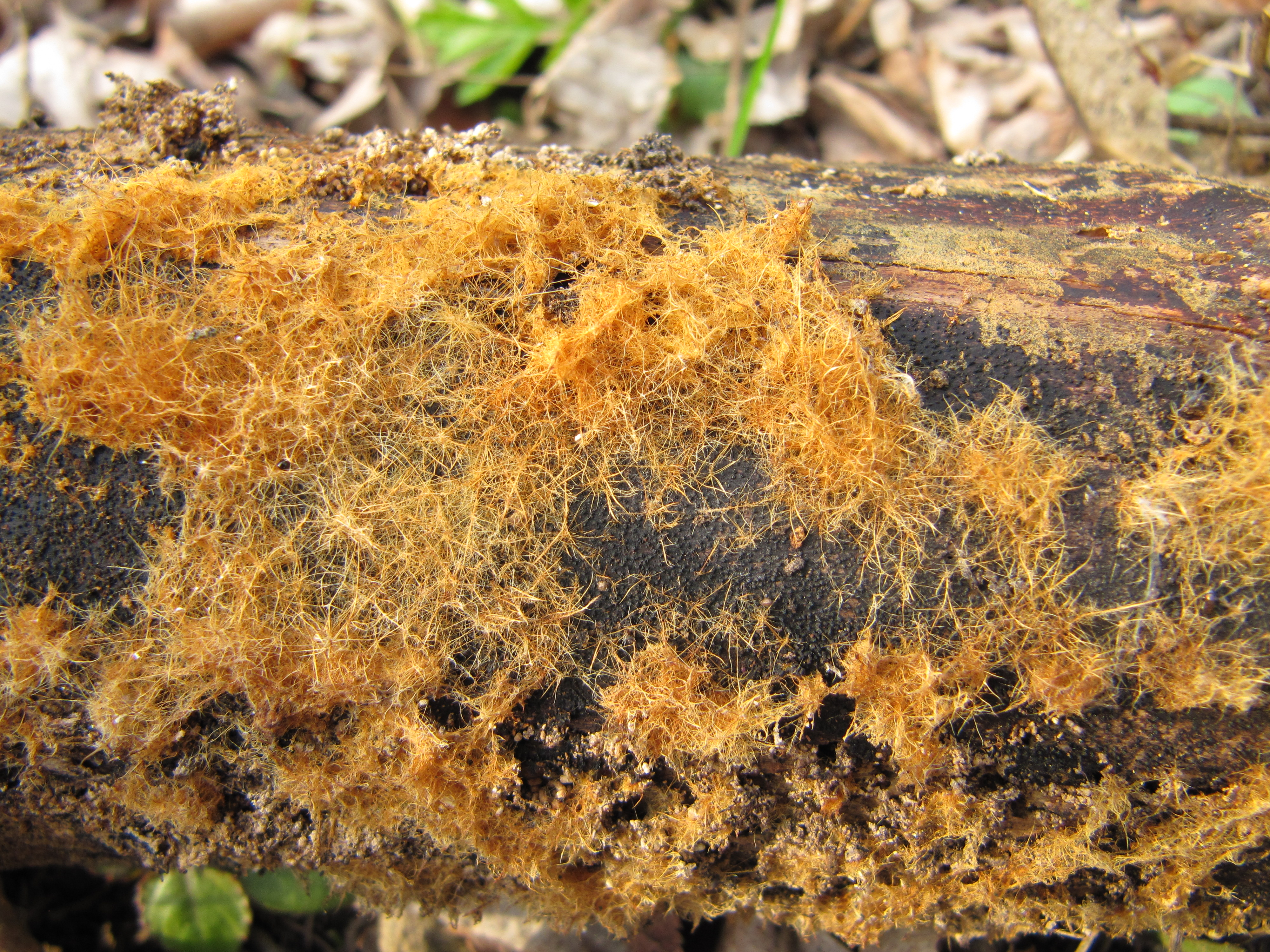
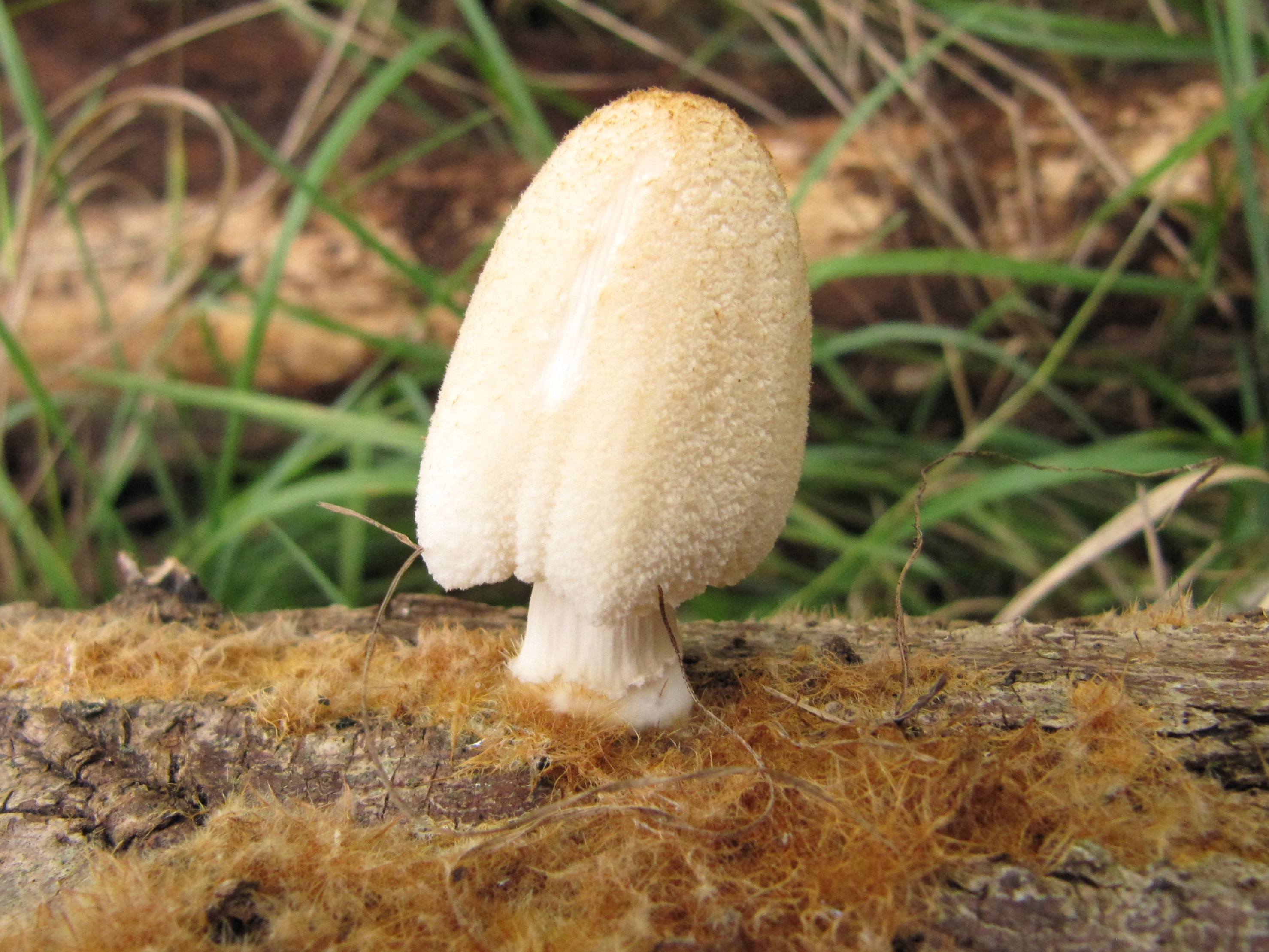
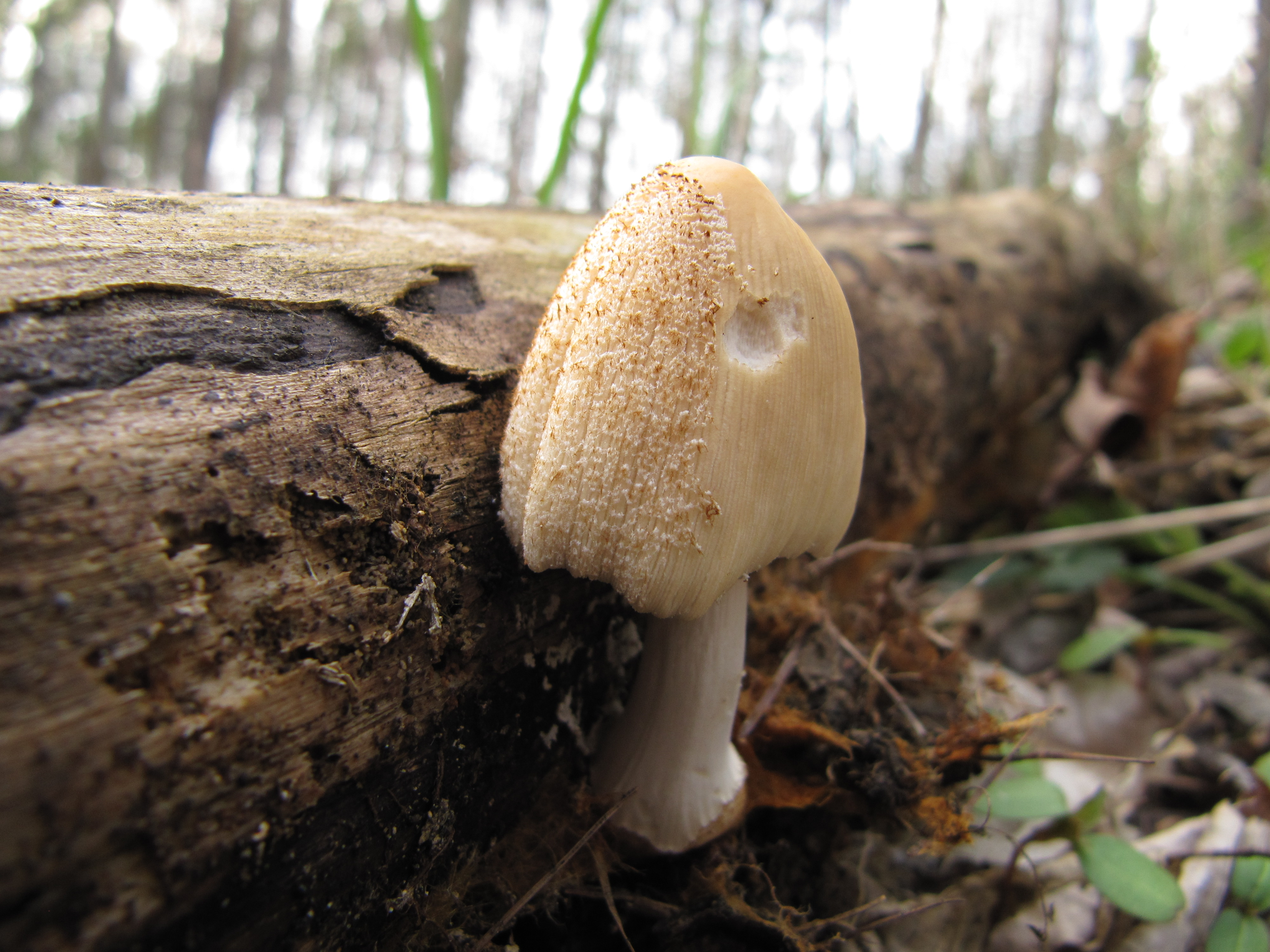
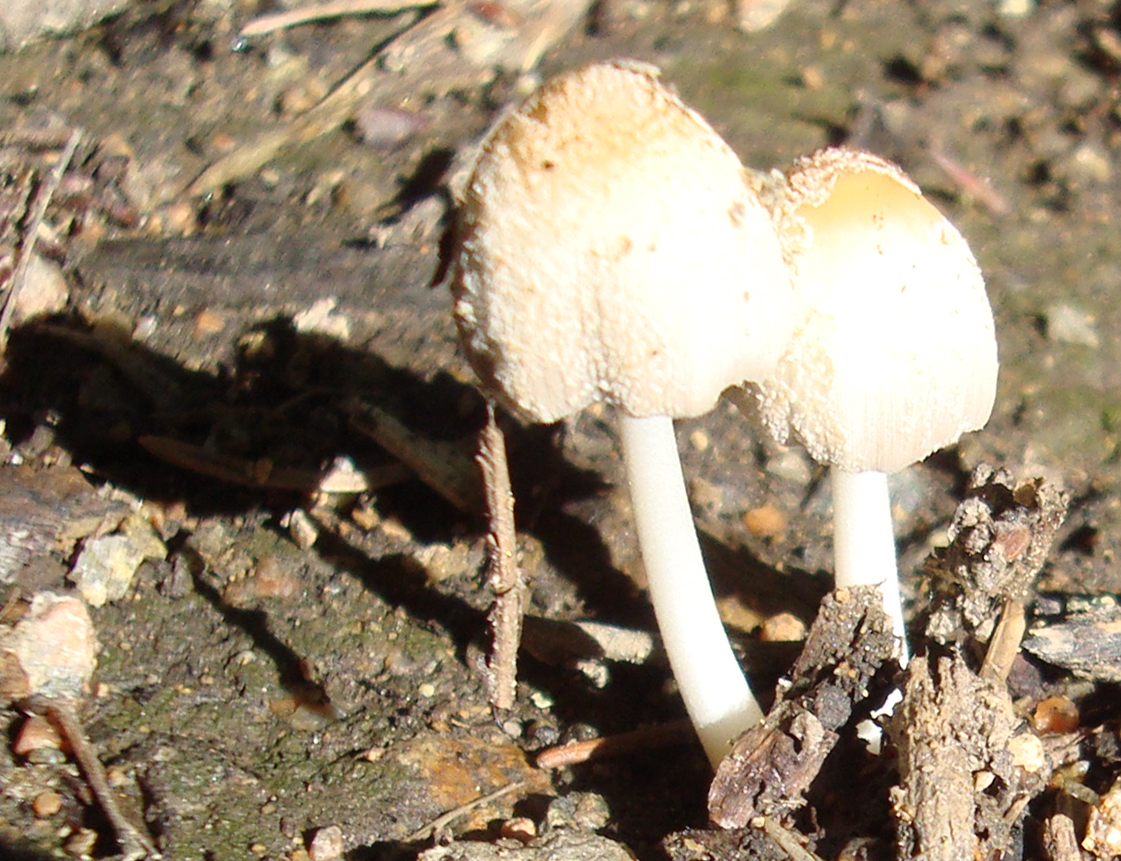

## Tham khảo

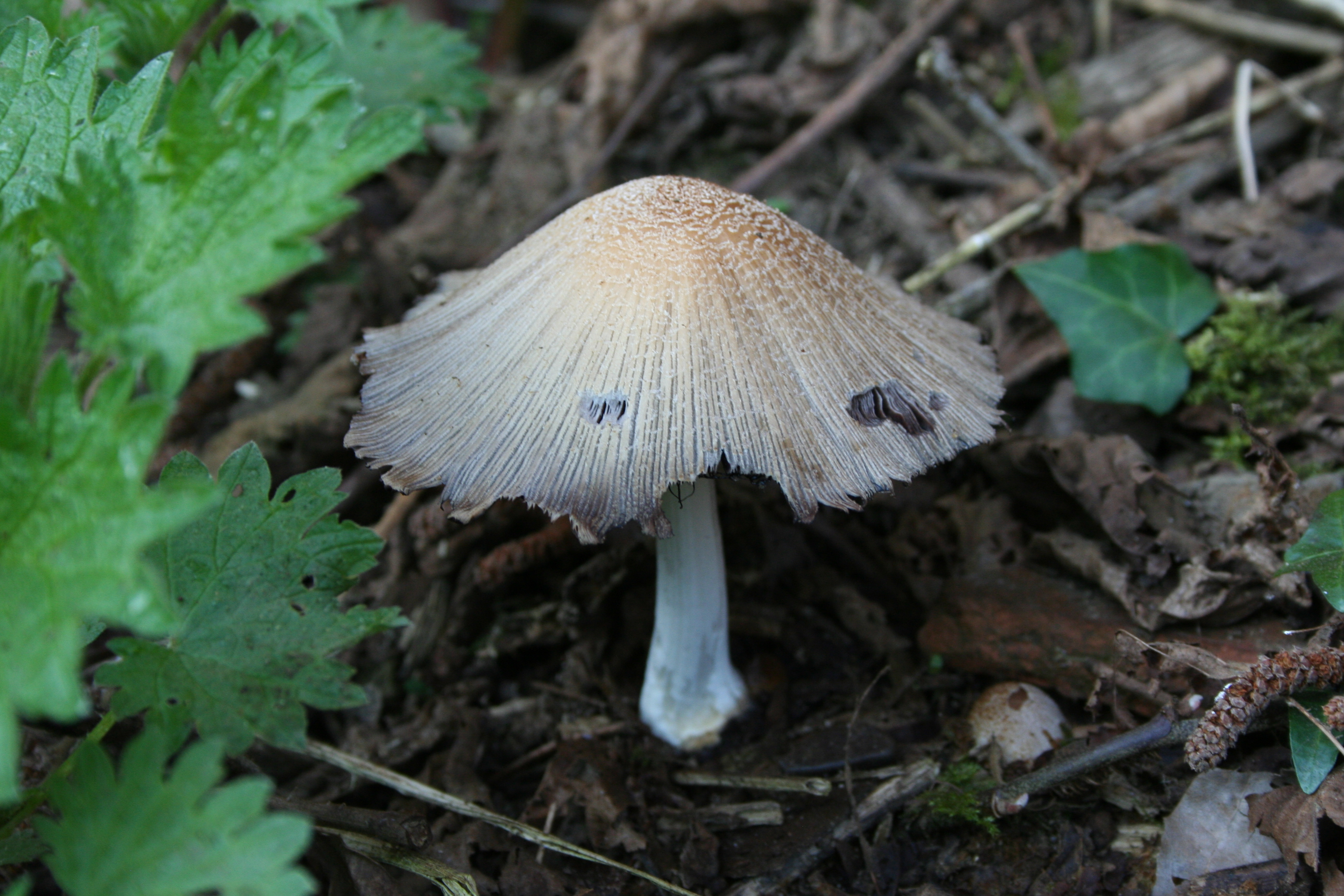
Mature Coprinellus Domesticus

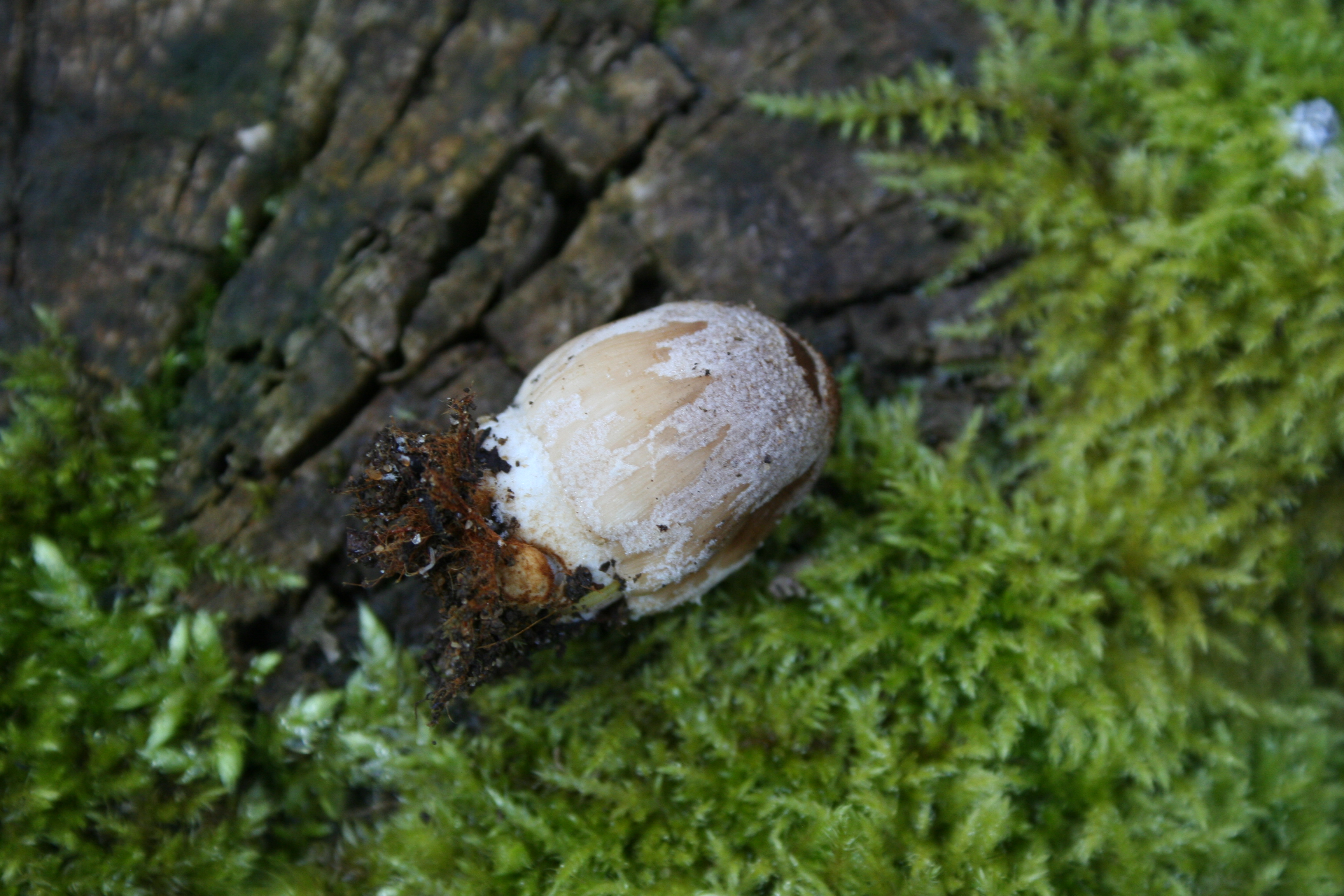
Young C. Domesticus showing 'Rusty carpet'